# Durango (miasto w Meksyku)
Durangoⓘ, oficjalnie Victoria de Durango – stolica stanu Durango w Meksyku. Liczy 440 tysięcy mieszkańców według spisu z 2003 roku. W okolicach miasta wydobywa się rudy żelaza. Główną gałęzią przemysłu jest hutnictwo metali.
Siedziba metropolii Durango.

## Miasta partnerskie
- Durango, Kolorado, USA
- Laredo, Teksas, USA
- Chicago, Illinois, USA
- Porto Alegre, Rio Grande do Sul, Brazylia
- Durango (Vizcaya), Hiszpania
- Vigo, Galicja, Hiszpania
- Madryt, Hiszpania
- Gómez Palacio, Durango, Meksyk
- Lagos de Moreno, Jalisco, Meksyk
- Torreón, Coahuila, Meksyk
- Mazatlán, Sinaloa, Meksyk
- Zacatecas, Zacatecas, Meksyk
- Chihuahua, Chihuahua, Meksyk
- Jalapa Enriques, Veracruz, Meksyk
- Nanning, Chiny
- Mumbaj, Indie